# Hípica als Jocs Olímpics d'estiu de 1920 - Volteig individual
El volteig individual va ser una de les set proves d'hípica que es van disputar als Jocs Olímpics d'Estiu de 1920, a Anvers. La competició es va disputar l'11 de setembre de 1920, amb la participació de 18 gents procedents de 3 nacions diferents.

## Medallistes
| Or                     | Plata       | Bronze            |
| Daniel Bouckaert (BEL) | Field (FRA) | Louis Finet (BEL) |

## Classifica finale
| Pos.   | Genet                 | Nació   | Punts  |
| ------ | --------------------- | ------- | ------ |
| Or     | Daniel Bouckaert      | Bèlgica | 30,500 |
| Plata  | Field                 | França  | 29,500 |
| Bronze | Louis Finet           | Bèlgica | 29,000 |
| 4      | Van Ranst             | Bèlgica | 28,000 |
| 5      | Van Schauwenbroeck    | Bèlgica | 27,250 |
| 6      | Albert Van Cauwenburg | Bèlgica | 26,666 |
| 7      | Salins                | França  | 26,333 |
| 8      | Victor Claes          | Bèlgica | 26,163 |
| 9      | Cauchy                | França  | 25,250 |
| 10     | Cabanac               | França  | 24,333 |
| 11     | Alfred Badu           | França  | 23,000 |
| 12     | Formal I              | França  | 22,833 |
| 13T    | Formal II             | França  | 20,500 |
| 13T    | Carl Green            | Suècia  | 20,500 |
| 15     | Anders Mårtensson     | Suècia  | 20,250 |
| 16     | Oskar Nilsson         | Suècia  | 18,666 |
| 17     | Oscar Nilsson         | Suècia  | 14,916 |
| -      | Herman Kristoffersson | Suècia  | DNF    |